# الإنترنت في استونيا

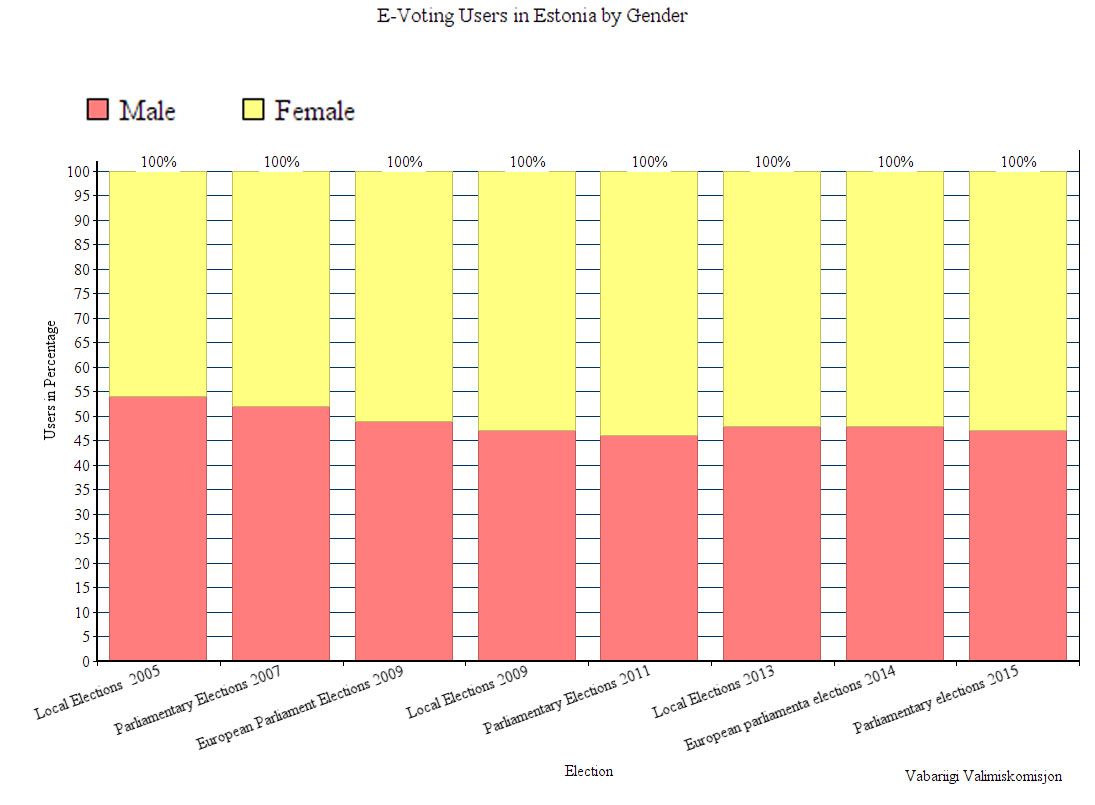
مبيان يضهر الأجناس المستخدمة للأنترنت في إستونيا

شبكة الإنترنت في إستونيا لديها واحدة من أعلى معدلات الانتشار في العالم، في الربع الأول من عام 2010، استخدم 75% من أصل 1.34 مليون شخص في البلاد الإنترنت وفقا لإحصائيات إستونيا، في عام 2017 وفقًا للبنك الدولي، احتلت المرتبة الثالثة عشرة في العالم من حيث النسبة المئوية للسكان الذين يستخدمون الإنترنت، حيث استخدمها 88.1%.

## حقائق وأرقام
- نطاق المستوى الأعلى:[4]
- مستخدمو الإنترنت:
- 1.0 مليون مستخدم، 119 في العالم؛ 79.0% من السكان، 34 في العالم (2012).[5][6]
- 971,700 مستخدم، 102 في العالم (2009).
- النطاق العريض الثابت: 327243 اشتراكًا، 78 في العالم؛ 25.7% من السكان، 31 في العالم (2012).[7]
- النطاق العريض اللاسلكي: 924,699 اشتراكات، المرتبة 74 في العالم؛ 72.5% من السكان، في المرتبة 12 في العالم (2012).[8]
- مضيفو الإنترنت: 865494 مضيفًا، 49 في العالم (2012).
- IPv4: تخصيص 1.3 مليون عنوان، أي أقل من 0.05% من الإجمالي العالمي، 945.8 عنوان لكل 1000 شخص (2012).[9][10]

## تاريخ
في عام 1965، تم إنشاء أول كمبيوتر مدرسي في الاتحاد السوفيتي، جاء الاستخدام الشامل لشبكات الحوسبة في المرتبة الأولى مع فيدو نت، التي ظهرت أول عقدة استونية في عام 1989، تم تقديم أول اتصالات إنترنت في عام 1992 في منشآت أكاديمية في تالين وتارتو. تم تسجيل النطاق الوطني (ee) في منتصف عام 1992، بحكم موقعها الجغرافي، لعبت البلاد دورًا مهمًا في نقل ثقافة الإنترنت إلى روسيا المجاورة، تم بناء أحد الروابط الأساسية الأولى لروسيا في 1991عبر إستونيا إلى فنلندا، في عام 1996، بدأ الرئيس الإستوني لينارت ميري برنامج الدولة الذي يمتد لأربع سنوات من أجل حوسبة جميع المدارس في البلاد واستخدامها على الإنترنت.
تم إطلاق أول منطقة واي فاي عامة في عام 2001 ونظام لشبكات البيانات المتنقلة التي مكنت من الوصول إلى النطاق العريض اللاسلكي واسع النطاق، في عام 2011، كان لدى البلاد أكثر من 2440 منطقة واي فاي مجانية ومعتمدة بما في ذلك في المقاهي والفنادق والمستشفيات والمدارس ومحطات الوقود، ثلاثة مشغلي شبكات للهاتف المحمول يقدمون خدمات 3G و 3.5G للهاتف المحمول، واعتبارًا من مايو 2013، غطت خدمات الجيل الرابع أكثر من 95 في المائة من المنطقة.
يتم تشجيع ودعم الحوسبة والاتصال الرقمي من قبل الدولة، تمتلك البلاد نظام بطاقة هوية رقمية، وفي عام 2005، أجريت انتخابات محلية مع إمكانية رسمية للتصويت عبر الإنترنت - الحالة الأولى من نوعها في العالم.
في عام 2008، أنشأت منظمة حلف شمال الأطلسي (الناتو) مركزًا مشتركًا للدفاع السيبراني في إستونيا لتحسين إمكانية التشغيل البيني للدفاع السيبراني وتوفير الدعم الأمني لجميع أعضاء الناتو.
في عام 2009، تم إنشاء مؤسسة الإنترنت الإستونية لإدارة نطاق المستوى الأعلى في إستونيا، كمؤسسة متعددة أصحاب المصلحة، فإنها تمثل مجتمع الإنترنت الإستوني.
في عام 2013، كان هناك أكثر من 200 مشغل يقدمون خدمات الاتصالات الإلكترونية، بما في ذلك ست شركات للهاتف المحمول والعديد من مزودي خدمة الإنترنت، تتوفر خدمات بروتوكول الصوت عبر الإنترنت (VoIP) على نطاق واسع، تمتلك إستونيا أكبر بنية تحتية للمفتاح العام في أوروبا، جميع القنوات الإذاعية والإنتاج التلفزيوني، بما في ذلك الأخبار، للإذاعة العامة الإستونية متوفرة.
محرك البحث الأكثر شعبية في البلاد في إستونيا هو جوجل، على الرغم من أنه ليس شائعًا ولكنه لا يزال متاحًا.

## مراقبة الإنترنت والتصفية
تم تصنيف إستونيا على أنها «مجانية» في تقارير فريدوم على شبكة الإنترنت من 2009، لم يتم تصنيف إستونيا بشكل فردي، ولكن تم تضمينها في النظرة العامة الإقليمية ONI لكومنولث الدول المستقلة.
حرية التعبيروهي محمية بموجب دستور إستونيا والتزامات البلد كدولة عضو في الاتحاد الأوروبي، وكانت هناك مناقشات عامة واسعة النطاق على الإنترنت، إطار عمل المجلس الأوروبي بشأن إطار مكافحة أشكال معينة من العنصرية وكراهية الأجانب عن طريق القانون الجنائي.
القيود المفروضة على محتوى الإنترنت والاتصالات في إستونيا هي من بين الأخف وزنا في العالم، يتعين على مقدمي خدمات الإنترنت وشركات الاتصالات الأخرى التسجيل لدى الهيئة الإستونية للمراقبة الفنية، وهي فرع من وزارة الشؤون الاقتصادية والاتصالات، على الرغم من عدم وجود رسوم تسجيل، يتعين على شركات الاتصالات الإلكترونية تقديم بيانات وموقع بيانات لمدة عام واحد، على النحو المحدد في توجيه الاتحاد الأوروبي للاحتفاظ بالبيانات، لا يجوز لهم تقديم هذه البيانات إلا إلى وكالات المراقبة أو سلطات الأمن عند تقديمها بأمر من المحكمة، دعوى قضائية لعام 2008 قدمتها المحكمة الأوروبية لحقوق الإنسان، كانت هناك حالات إزالة محتوى تتضمن أوامر من المحكمة المدنية لإزالة القراء غير المناسبين أو خارج الموضوع، في عام 2012، تمت إزالة أكثر من 80,000 مقطع فيديو من يوتيوب وخدمات البث الأخرى بسبب انتهاك محتمل لحقوق الطبع والنشر، قانون حماية البيانات الشخصية يقيد جمع ونشر البيانات الشخصية للفرد، لا يمكن معالجة أي معلومات شخصية تعتبر حساسة - مثل الآراء السياسية أو المعتقدات الدينية أو الفلسفية أو الأصل العرقي أو السلوك الجنسي أو الصحة أو الإدانات الجنائية - دون موافقة الفرد.
قبل حظر مواقع المقامرة عن بعد في عام 2010، كانت الإنترنت في إستونيا خالية من الرقابة، في أوائل عام 2010، بدأت إستونيا بترشيح DNS لمواقع المقامرة عن بُعد التي تنتهك قانون المقامرة المتجدد (2008)، يشترط قانون المقامرة أن تكون خوادم المقامرة عن بُعد القانونية موجودة فعليًا في إستونيا، في مارس 2010، كان لدى مجلس الضرائب والجمارك 175 موقعًا والتي يجب على مزودي خدمة الإنترنت تنفيذها، اعتبارا من سبتمبر 2013، نمت القائمة لتشمل أكثر من 800 موقع.
في صيف عام 2005، حكمت محكمة تالين على مواطن يبلغ من العمر 22 عامًا بدفع 3000 كرون (حوالي 220 دولارًا أمريكيًا) لإهانة معادية للسامية في أحد منتديات الإنترنت.